# Lista de prêmios e indicações recebidos por Manu Gavassi
Esta é uma lista dos prêmios e indicações recebidos por Manu Gavassi.

## Acervo Music Awards
O Acervo Music Awards é uma premiação que acontece no site do Portal Acervo Charts que busca premiar o melhor da cultura Pop internacional e nacional.
| Ano  | Categoria             | Indicação    | Resultado | Ref.  |
| ---- | --------------------- | ------------ | --------- | ----- |
| 2022 | Ato Pop do Ano        | Manu Gavassi | Indicada  | [ 1 ] |
| 2022 | Compositora do Ano    | Manu Gavassi | Venceu    | [ 1 ] |
| 2022 | Álbum do Ano          | Gracinha     | Venceu    | [ 1 ] |
| 2022 | Projeto Visual do Ano | Gracinha     | Venceu    | [ 1 ] |

## Brazilian Choice Awards
O “Brazilian Choice Awards” foi uma premiação brasileira realizada anualmente entre 2015 e 2016, cujo intuito era inovar o conceito dos eventos jovens e valorizar ainda mais os talentos dos artistas brasileiros, sejam aqueles que se destacaram na televisão, no cinema, na livraria ou nas redes sociais. A premiação foi lançada em outubro de 2015 em São Paulo, com o total empenho e capacitação para a inauguração do novo Prêmio Brasileiro almejando a ética justa.
| Ano  | Categoria       | Indicação    | Resultado | Ref.  |
| ---- | --------------- | ------------ | --------- | ----- |
| 2015 | Gata do Ano     | Manu Gavassi | Venceu    | [ 2 ] |
| 2015 | Melhor Snapchat | Manu Gavassi | Indicada  | [ 2 ] |

## BreakTudo Awards
O BreakTudo Awards é uma premiação brasileira, que reconhece os maiores acontecimentos da música, televisão e conteúdo digital.
| Ano  | Categoria                 | Indicação                        | Resultado | Ref.  |
| ---- | ------------------------- | -------------------------------- | --------- | ----- |
| 2020 | Hit Nacional              | Áudio de Desculpas               | Venceu    | [ 3 ] |
| 2020 | Melhor Reality Star       | Manu Gavassi                     | Indicada  | [ 3 ] |
| 2021 | Artista Feminina Nacional | Manu Gavassi                     | Indicada  | [ 4 ] |
| 2021 | Clipe Nacional            | Deve Ser Horrível Dormir Sem Mim | Indicada  | [ 4 ] |
| 2022 | Artista Feminina Nacional | Manu Gavassi                     | Indicada  | [ 5 ] |
| 2022 | Clipe Nacional            | Bossa Nossa                      | Indicada  | [ 5 ] |
| 2022 | Fandom Nacional           | Gavassiers                       | Indicada  | [ 5 ] |

## Capricho Awards
O Capricho Awards é uma premiação anual de música, TV, Cinema, Internet, entre outros, organizada pela revista teen brasileira Capricho.
| Ano  | Categoria                  | Indicação                                  | Resultado | Ref.   |
| ---- | -------------------------- | ------------------------------------------ | --------- | ------ |
| 2010 | Melhor Cantora Nacional    | Manu Gavassi                               | Indicada  | [ 6 ]  |
| 2010 | Melhor Videoclipe Nacional | Garoto Errado                              | Indicada  | [ 6 ]  |
| 2011 | Melhor Cantora Nacional    | Manu Gavassi                               | Indicada  | [ 7 ]  |
| 2012 | Melhor Cantora Nacional    | Manu Gavassi                               | Indicada  | [ 8 ]  |
| 2013 | Melhor Cantora Nacional    | Manu Gavassi                               | Venceu    | [ 9 ]  |
| 2014 | Melhor Cantora Nacional    | Manu Gavassi                               | Venceu    | [ 10 ] |
| 2015 | Melhor Cantora Nacional    | Manu Gavassi                               | Indicada  | [ 11 ] |
| 2020 | Artista Nacional           | Manu Gavassi                               | Indicada  | [ 12 ] |
| 2020 | Feat do Ano                | Manu Gavassi e Gloria Groove               | Indicada  | [ 12 ] |
| 2020 | Inspiração de Estilo       | Manu Gavassi                               | Venceu    | [ 12 ] |
| 2020 | Melhores Amigas            | Bruvassi (Bruna Marquezine e Manu Gavassi) | Indicada  | [ 12 ] |
| 2020 | Melhores Amigas            | Ranu (Manu Gavassi e Rafa Kalimann)        | Indicada  | [ 12 ] |
| 2020 | Ícone "É do BR"!           | Manu Gavassi                               | Venceu    | [ 12 ] |
| 2020 | Fandom do Ano              | Gavassiers                                 | Indicada  | [ 12 ] |

## Festival comKids – Prix Jeunesse Iberoamericano
O Festival comKids – Prix Jeunesse Iberoamericano é uma premiação que busca coroar as melhores produções e direções audiovisuais da América Latina e Península Ibérica com destaques no universo infantojuvenil, com júri de especialistas internacionais, com mais de 9 países diferentes.
| Ano  | Categoria      | Indicação     | Resultado | Ref.   |
| ---- | -------------- | ------------- | --------- | ------ |
| 2021 | 11 a 15 Ficção | Garota Errada | Indicada  | [ 13 ] |

## Festival Internacional Rio Webfest
O Festival Internacional Rio Webfest é uma celebração nacional elaborada pela Prefeitura do Rio de Janeiro que visa premiar o teatro nacional e internacional, buscando as obras no teatro, cinema e internet.
| Ano  | Categoria                                     | Indicação     | Resultado | Ref.   |
| ---- | --------------------------------------------- | ------------- | --------- | ------ |
| 2021 | Melhor Atriz de Comédia                       | Manu Gavassi  | Indicada  | [ 14 ] |
| 2021 | Melhor Elenco de Comédia                      | Garota Errada | Indicada  | [ 14 ] |
| 2021 | Melhor Série de Comédia                       | Garota Errada | Indicada  | [ 14 ] |
| 2021 | Melhor Série Brasileira                       | Garota Errada | Indicada  | [ 14 ] |
| 2021 | Melhor Série ou Vídeo (Voto Popular)          | Garota Errada | Indicada  | [ 14 ] |
| 2021 | Direção Selecionada New Jersey Web Fest (USA) | Garota Errada | Venceu    | [ 14 ] |

## Flame Roem World Awards
O FRW Awards, ou Flame Roem World Awards, é uma premiação brasileira que prestigia os melhores da música, cinema e entretenimento no ano através de votação popular.
| Ano  | Categoria                  | Indicação                        | Resultado | Ref.   |
| ---- | -------------------------- | -------------------------------- | --------- | ------ |
| 2021 | Cantora Nacional do Ano    | Manu Gavassi                     | Indicada  | [ 15 ] |
| 2021 | Videoclipe Nacional do Ano | Deve Ser Horrível Dormir Sem Mim | Indicada  | [ 15 ] |

## Kids’ Choice Awards
O Kids' Choice Awards (KCAs) é uma premiação do cinema, televisão e música americana criado em 1988 pelo canal de TV a cabo Nickelodeon Nickelodeon. Atualmente, é a maior premiação infantil do planeta.
| Ano  | Categoria                   | Indicação    | Resultado | Ref.   |
| ---- | --------------------------- | ------------ | --------- | ------ |
| 2012 | Artista Brasileiro Favorito | Manu Gavassi | Indicada  | [ 16 ] |
| 2013 | Voz Favorita do Brasil      | Manu Gavassi | Indicada  | [ 17 ] |
| 2021 | Fandom Brasileiro           | Gavassiers   | Indicada  | [ 18 ] |
| 2022 | Artista Brasileiro Favorito | Manu Gavassi | Indicada  | [ 19 ] |

## Meus Prêmios Nick
Meus Prêmios Nick é uma premiação brasileira, realizada anualmente pela Nickelodeon.
| Ano  | Categoria                | Indicação                  | Resultado | Ref.   |
| ---- | ------------------------ | -------------------------- | --------- | ------ |
| 2011 | Cantora Favorita         | Manu Gavassi               | Indicada  | [ 20 ] |
| 2011 | Revelação Musical        | Manu Gavassi               | Venceu    | [ 20 ] |
| 2011 | Música do Ano            | Planos Impossíveis         | Indicada  | [ 20 ] |
| 2012 | Cantora Favorita         | Manu Gavassi               | Venceu    | [ 21 ] |
| 2012 | Música do Ano            | Odeio                      | Indicada  | [ 21 ] |
| 2013 | Cantora Favorita         | Manu Gavassi               | Indicada  | [ 22 ] |
| 2013 | Música do Ano            | Clichê Adolescente         | Indicada  | [ 22 ] |
| 2014 | Cantora Favorita         | Manu Gavassi               | Venceu    | [ 23 ] |
| 2015 | Gata do Ano              | Manu Gavassi               | Indicada  | [ 24 ] |
| 2016 | Cantora Favorita         | Manu Gavassi               | Indicada  | [ 25 ] |
| 2017 | Cantora ou Dupla do Ano  | Manu Gavassi               | Indicada  | [ 26 ] |
| 2020 | Artista Musical Favorito | Manu Gavassi               | Venceu    | [ 27 ] |
| 2020 | Conteúdo Digital do Ano  | Garota Errada              | Venceu    | [ 27 ] |
| 2020 | Hit Nacional Favorito    | Áudio de Desculpas         | Venceu    | [ 27 ] |
| 2020 | Inspiração do Ano        | Manu Gavassi               | Venceu    | [ 27 ] |
| 2020 | Instagram do Ano         | Manu Gavassi               | Venceu    | [ 27 ] |
| 2020 | Style do Ano             | Manu Gavassi               | Venceu    | [ 27 ] |
| 2021 | Artista Musical do Ano   | Manu Gavassi               | Venceu    | [ 28 ] |
| 2021 | Ícone Fashion            | Manu Gavassi               | Venceu    | [ 28 ] |
| 2021 | Shipp do Ano             | Manu Gavassi e Jullio Reis | Venceu    | [ 28 ] |

## MTV

### MTV Europe Music Awards
O MTV Europe Music Awards, também conhecido como EMA, é uma premiação que coroa a música internacional. A premiação visa enaltecer os artistas mais tocados na Europa.
| Ano  | Categoria                 | Indicação    | Resultado | Ref.   |
| ---- | ------------------------- | ------------ | --------- | ------ |
| 2021 | Melhor Artista Brasileiro | Manu Gavassi | Venceu    | [ 29 ] |
| 2022 | Melhor Artista Brasileiro | Manu Gavassi | Venceu    | [ 30 ] |
| 2023 | Melhor Artista Brasileiro | Manu Gavassi | Indicada  | [ 31 ] |

### MTV Millennial Awards Brasil
O MTV Millennial Awards Brasil, também conhecido como MTV MIAW, é uma premiação criada pela MTV que recompensa o melhor da geração Y nas áreas da música, dos filmes e do mundo digital.
| Ano  | Categoria           | Indicação          | Resultado | Ref.   |
| ---- | ------------------- | ------------------ | --------- | ------ |
| 2018 | Oi, Meninas         | Manu Gavassi       | Indicada  | [ 32 ] |
| 2020 | Ícone MIAW          | Manu Gavassi       | Venceu    | [ 33 ] |
| 2020 | Clipão da p#rr@     | Áudio de Desculpas | Venceu    | [ 33 ] |
| 2021 | GIRL BOSS           | Manu Gavassi       | Venceu    | [ 34 ] |
| 2021 | Fandom Real Oficial | Gavassiers         | Venceu    | [ 34 ] |
| 2022 | Fandom Real Oficial | Gavassiers         | Venceu    | [ 35 ] |
| 2022 | Clipão da p#rr@     | Bossa Nossa        | Venceu    | [ 35 ] |
| 2022 | Pet Influencer      | Aipim              | Venceu    | [ 35 ] |

1. ↑  «Acervo Music Awards: Veja a lista completa dos vencedores.»
2. ↑  «Veja a lista dos vencedores do "Brazilian Choice Awards 2015"»
3. ↑  «BreakTudo Awards 2020: Aqui estão os vencedores.»
4. ↑  «'BreakTudo Awards 2021': Anitta, BLACKPINK, Pabllo Vittar e Juliette estão entre os vencedores»
5. ↑  «BreakTudo Awards 2022.»
6. ↑  «Capricho Awards 2010 - Vencedores :: ••• Disney Media Center ••• | WE BACK BITCHES!». disneymediacenter.webnode.com.br. Consultado em 1 de junho de 2020
7. ↑  «Novela Rebelde concorre em dez categorias no Capricho Awards 2011». www.reportagemnews.com.br. Consultado em 1 de junho de 2020
8. ↑  «Veja a lista completa dos indicados ao Capricho Awards 2012! - Febre Teen». 20 de novembro de 2012. Consultado em 26 de maio de 2020
9. ↑  «"Ser atriz é a realização de um sonho", diz Manu Gavassi à CAPRICHO». Capricho. Consultado em 26 de maio de 2020
10. ↑  «Vencedores Capricho Awards 2014»
11. ↑  «Veja a lista dos vencedores do "Capricho Awards 2015" :: TV - Premiações Artísticas». tv-premiacoes-artisticas.webnode.com. Consultado em 1 de junho de 2020
12. ↑  «Você escolheu! Saiba quem são os vencedores do CH Awards 2020 | Capricho». capricho.abril.com.br. Consultado em 11 de janeiro de 2021
13. ↑  «Vencedores do Festival comKids – Prix Jeunesse Iberoamericano 2021». Consultado em 24 de agosto de 2021
14. ↑  «RIOWF 2021 Winners» (em inglês). Consultado em 30 de novembro de 2021
15. ↑  «FRW Awards 2021 - Escolha os melhores da música!». Consultado em 21 de julho de 2021
16. ↑  «Manu Gavassi comemora indicação ao Kids` Choice Awards 2012 - Jovem - R7». entretenimento.r7.com. Consultado em 26 de agosto de 2019
17. ↑  «Manu Gavassi, Di Ferrero e Pe Lanza são indicados ao Kids' Choice Awards 2013!». Capricho. Consultado em 30 de julho de 2019
18. ↑  «Kids' Choice Awards: Enaldinho e Uniters são os ganhadores brasileiros!». Todateen. Consultado em 17 de março de 2021
19. ↑  «Kids' Choice Awards: Vote agora!». Consultado em 17 de março de 2022
20. ↑  «Restart comanda festa do "Meus Prêmios Nick 2011": saiba tudo que rolou aqui!». Capricho. Consultado em 9 de maio de 2019
21. ↑  «Manu Gavassi e Luan Santana brilham no Meus Prêmios Nick 2012!». Capricho. Consultado em 9 de maio de 2019
22. ↑  «Confira a lista de indicados para o Meus Prêmios Nick 2013». atrevida.com.br. Consultado em 9 de maio de 2019
23. ↑  «Meus Prêmios Nick 2014: tudo o que rolou na festa e nos bastidores da premiação». PAPELPOP. 31 de outubro de 2014. Consultado em 9 de maio de 2019
24. ↑  ANMTV. «Meus Prêmios Nick 2015: conheça as categorias e os indicados». ANMTV. Consultado em 26 de agosto de 2019
25. ↑  Pacônio, Daniel (5 de agosto de 2016). «Confira os indicados ao Meus Prêmios Nick 2016». Febre Teen. Consultado em 26 de agosto de 2019
26. ↑  Mira, Arlan Azevedo / Na (6 de setembro de 2017). «Anitta lidera indicações ao Meus Prêmios Nick 2017». Imirante. Consultado em 26 de agosto de 2019
27. ↑  «Meus Prêmios Nick 2020: Conheça os vencedores». www-uol-com-br.cdn.ampproject.org. Consultado em 11 de janeiro de 2021
28. ↑  «Meus Prêmios Nick: looks, vencedores, slimes e mais destaques da edição.». Consultado em 29 de setembro de 2021
29. ↑  «Taylor Swift, Manu Gavassi, BTS e mais: os vencedores do EMA 2021.». Consultado em 14 de novembro de 2021
30. ↑  «Anitta, Gloria Groove e Manu Gavassi são indicadas ao MTV EMA 2022»
31. ↑  «MTV EMA 2023: Anitta, Luísa Sonza, Manu Gavassi e mais representam o Brasil; veja lista de indicados»
32. ↑  Braziliense, Correio; Braziliense, Correio (2 de abril de 2018). «MTV Miaw divulga os indicados». Correio Braziliense. Consultado em 26 de maio de 2020
33. ↑  «MTV Miaw 2020: Confira os vencedores da premiação». www-uol-com-br.cdn.ampproject.org. Consultado em 11 de janeiro de 2021
34. ↑  «Veja a lista completa dos vencedores do MTV Miaw 2021». Tracklist. 23 de setembro de 2021. Consultado em 23 de setembro de 2021
35. ↑  «Confira as categorias e indicados do MTV Miaw 2022». 23 de junho de 2022. Consultado em 23 de junho de 2022

## MVF Awards
O “MVF Awards” é uma premiação brasileira criada pelo portal de internet Music Vídeo Festival, o qual destaca os melhores videoclipes brasileiros/internacionais. A votação é feita pelo público e júri.

## Choice Awards
O People's Choice Awards, é uma premiação americana, que reconhece pessoas do entretenimento, votadas on-line pelo público em geral e fãs. Manu Gavassi é a primeira brasileira da história a vencer o PCA.
| Ano  | Categoria                | Indicação    | Resultado | Ref.  |
| ---- | ------------------------ | ------------ | --------- | ----- |
| 2020 | Influencer do Ano Brasil | Manu Gavassi | Venceu    | [ 4 ] |

## Prêmio Contigo! de TV
Prêmio Contigo! de TV foi uma premiação realizada pela revista Contigo. O evento era considerado o Oscar da TV brasileira e tinha como objetivo celebrar a dramaturgia brasileira na televisão. Em dezembro de 2017, o prêmio se transformou em uma enquete online, passando a se chamar Prêmio Contigo! Online.
| Ano  | Categoria                | Indicação       | Resultado | Ref.  |
| ---- | ------------------------ | --------------- | --------- | ----- |
| 2015 | Melhor Atriz Coadjuvante | Malhação Sonhos | Indicada  | [ 5 ] |
| 2022 | Melhor Atriz de Série    | Maldivas        | Venceu    | [ 6 ] |

## Prêmio F5
O Prêmio F5, é uma premiação realizada anualmente pelo site de entretenimento do jornal Folha de S.Paulo, que elege os melhores da TV, música e internet.
| Ano  | Categoria            | Indicação    | Resultado | Ref.  |
| ---- | -------------------- | ------------ | --------- | ----- |
| 2020 | Melhor Influenciador | Manu Gavassi | Venceu    | [ 7 ] |

## Prêmio Febre Teen
O Prêmio Febre Teen foi uma premiação brasileira realizada anualmente somente em 2014 e 2016 pelo site de internet Febre Teen, o qual seus leitores elegiam os melhores da música, internet, personalidades e cinema/TV/literatura.
| Ano  | Categoria               | Indicação       | Resultado | Ref.  |
| ---- | ----------------------- | --------------- | --------- | ----- |
| 2016 | Melhor Artista Nacional | Manu Gavassi    | Indicada  | [ 8 ] |
| 2016 | Melhor Atriz Nacional   | Malhação Sonhos | Indicada  | [ 8 ] |
| 2016 | A Mais Gata             | Manu Gavassi    | Indicada  | [ 8 ] |

## Prêmio Hits del Verano
O “Prêmio Hits del Verano” é uma premiação mexicana que busca celebrar e premiar artistas latinoamericanos, o evento foi estabelecido em julho de 2021 visando os lançamentos de segundo semestre de 2020 em diante.
| Ano  | Categoria                     | Indicação                        | Resultado | Ref.  |
| ---- | ----------------------------- | -------------------------------- | --------- | ----- |
| 2021 | Artista Femenina Favorita     | Manu Gavassi                     | Indicada  | [ 9 ] |
| 2021 | Mejor Video Musical Brasileño | Deve Ser Horrível Dormir Sem Mim | Venceu    | [ 9 ] |

## Prêmio Influency.me
O “Prêmio Influency.me” — O Oscar da Influência Digital — é uma premiação brasileira realizada anualmente desde 2018, cujo intuito é estimular o desenvolvimento da influência digital e aproximar influenciadores, fãs e marcas. A cerimônia ocorre tradicionalmente em São Paulo, na casa de espetáculos Tom Brasil.
| Ano  | Categoria      | Indicação    | Resultado | Ref.   |
| ---- | -------------- | ------------ | --------- | ------ |
| 2018 | Artista do Ano | Manu Gavassi | Indicada  | [ 10 ] |

## Prêmio João Rock
O Prêmio João Rock é uma premiação realizada pelo festival brasileiro de música João Rock que reúne os principais destaques nos shows.
| Ano  | Categoria        | Indicação                         | Resultado | Ref.   |
| ---- | ---------------- | --------------------------------- | --------- | ------ |
| 2023 | Melhor Show      | Manu Gavassi canta Fruto Proibido | Venceu    | [ 11 ] |
| 2023 | Melhor Estreia   | Manu Gavassi canta Fruto Proibido | Venceu    | [ 11 ] |
| 2023 | Mais Emocionante | Manu Gavassi canta Fruto Proibido | Venceu    | [ 11 ] |
| 2023 | Mais Nostálgico  | Manu Gavassi canta Fruto Proibido | Venceu    | [ 11 ] |
| 2023 | Figurino do Ano  | Manu Gavassi canta Fruto Proibido | Venceu    | [ 11 ] |
| 2023 | Maior Animação   | Manu Gavassi canta Fruto Proibido | Venceu    | [ 11 ] |

## Prêmio Jovem Brasileiro
O Prêmio Jovem Brasileiro (PJB) é uma importante premiação brasileira, criada em 2002, que homenageia os jovens que estão em destaque na música, televisão, cinema, esportes, meio ambiente e internet brasileira.
| Ano  | Categoria               | Indicação                        | Resultado | Ref.   |
| ---- | ----------------------- | -------------------------------- | --------- | ------ |
| 2011 | Revelação do Ano        | Manu Gavassi                     | Venceu    | [ 12 ] |
| 2012 | Melhor Cantora Teen     | Manu Gavassi                     | Venceu    | [ 13 ] |
| 2012 | Música do Ano           | Odeio                            | Indicada  | [ 13 ] |
| 2013 | Melhor Cantora          | Manu Gavassi                     | Venceu    | [ 14 ] |
| 2015 | Melhor Cantora          | Manu Gavassi                     | Indicada  | [ 15 ] |
| 2015 | Clipe do Ano            | Esse Amor Tão Errado             | Indicada  | [ 15 ] |
| 2015 | Melhor Jovem do Twitter | Manu Gavassi                     | Indicada  | [ 15 ] |
| 2016 | Melhor Cantora          | Manu Gavassi                     | Indicada  | [ 16 ] |
| 2017 | Melhor Cantora          | Manu Gavassi                     | Indicada  | [ 17 ] |
| 2020 | Melhor Cantora          | Manu Gavassi                     | Indicada  | [ 18 ] |
| 2020 | Clipe Bombástico        | Áudio de Desculpas               | Venceu    | [ 19 ] |
| 2021 | Hit do Ano              | Deve Ser Horrível Dormir Sem Mim | Indicada  | [ 20 ] |
| 2021 | Melhor Atriz            | Me Sinto Bem Com Você            | Indicada  | [ 20 ] |

## Prêmio LGBT + Som
O “Prêmio LGBT + Som” (PLGBTS) é uma premiação brasileira realizada anualmente pelo blog LGBTQIA+ "Guia Gay de São Paulo" no início do ano (Janeiro), o qual indica artistas nacionais e internacionais que estão fazendo sucesso nas pistas e baladas LGBT do país.
| Ano  | Categoria                                 | Indicação                        | Resultado | Ref.   |
| ---- | ----------------------------------------- | -------------------------------- | --------- | ------ |
| 2020 | Melhor Canção Nacional Featuring ou Grupo | Deve Ser Horrível Dormir Sem Mim | Indicada  | [ 21 ] |
| 2020 | Melhor Videoclipe Nacional                | Deve Ser Horrível Dormir Sem Mim | Venceu    | [ 21 ] |

## Prêmio Likes Brasil
O “Prêmio Likes Brasil” é uma premiação brasileira realizada pelo Likes Brasil visando coroar os maiores ídolos do POP e o entretenimento nacional e internacional reunindo música, cinema, internet, streamings e muito mais. É realizado ao fim do primeiro semestre do ano em questão, com os lançamentos desse semestre e do segundo do ano anterior.
| Ano  | Categoria               | Indicação                             | Resultado | Ref.   |
| ---- | ----------------------- | ------------------------------------- | --------- | ------ |
| 2021 | Clipe Não Sai do Replay | Deve Ser Horrível Dormir Sem Mim      | Indicada  | [ 22 ] |
| 2021 | Feat Preferido          | Deve Ser Horrível Dormir Sem Mim      | Indicada  | [ 22 ] |
| 2021 | Taca Streaming na Lenda | Deve Ser Horrível Dormir Sem Mim      | Venceu    | [ 22 ] |
| 2021 | Friendship que Amo      | Ginu (Gizelly Bicalho e Manu Gavassi) | Venceu    | [ 22 ] |
| 2021 | Ídolo Teen Atemporal    | Manu Gavassi                          | Venceu    | [ 22 ] |
| 2021 | Twitteira do Ano        | Manu Gavassi                          | Indicada  | [ 22 ] |
| 2022 | Taca Streaming na Lenda | GRACINHA                              | Indicada  | [ 23 ] |

## Prêmio Multishow de Música Brasileira
O Prêmio Multishow de Música Brasileira (PMMB) é uma premiação realizada anualmente pelo canal Multishow, com o intuito de premiar os melhores do ano da música brasileira.
| Ano  | Categoria        | Indicação    | Resultado | Ref.   |
| ---- | ---------------- | ------------ | --------- | ------ |
| 2011 | Revelação        | Manu Gavassi | Indicada  | [ 24 ] |
| 2016 | Melhor Clipe TVZ | Direção      | Indicada  | [ 25 ] |

## Prêmio Notícias de TV
O Prêmio Notícias de TV é uma premiação elaborada pelo site Notícias de TV para coroar os melhores do televisão, cinema e do teatro nacional.
| Ano  | Categoria                 | Indicação             | Resultado | Ref.   |
| ---- | ------------------------- | --------------------- | --------- | ------ |
| 2021 | Melhor Atriz Protagonista | Me Sinto Bem Com Você | Venceu    | [ 26 ] |
| 2022 | Melhor Atriz Protagonista | Maldivas              | Indicada  | [ 27 ] |

## Prêmio Rádio Globo Quem
O Prêmio Rádio Globo Quem é uma premiação brasileira elaborada pela Globo, junto à revista Quem e Rádio Globo, buscando comemorar os sucessos da música brasileira nas rádios e plataformas de streaming, em seus mais variados gêneros musicais, como Samba, RAP, POP, Funk, Sertanejo e Forró.
| Ano  | Categoria       | Indicação    | Resultado | Ref.   |
| ---- | --------------- | ------------ | --------- | ------ |
| 2021 | Melhor Fã Clube | Manu Gavassi | Venceu    | [ 28 ] |

## Prêmio Revista Veja
O Prêmio Revista Veja é uma premiação brasileira elaborado pela Veja com intuito de coroar os melhores do entretenimento e da arte no ano, levando em consideração as conquistas e relevância no trabalho do artista.
| Ano  | Categoria           | Indicação    | Resultado | Ref.   |
| ---- | ------------------- | ------------ | --------- | ------ |
| 2011 | Estrela Adolescente | Manu Gavassi | Venceu    | [ 29 ] |

## Prêmio SIM SP
O Prêmio SIM SP é uma premiação brasileira elaborado pela SIM São Paulo com intuito de destacar e reconhecer as melhores iniciativas do ano da indústria musical.
| Ano  | Categoria      | Indicação    | Resultado | Ref.   |
| ---- | -------------- | ------------ | --------- | ------ |
| 2021 | Artista do ano | Manu Gavassi | Indicada  | [ 30 ] |

## Prêmio TodaTeen
O Prêmio TodaTeen é uma premiação realizada anualmente pela revista TodaTeen que reúne os principais destaques da TV, música e redes sociais do ano.
| Ano  | Categoria         | Indicação                                  | Resultado | Ref.   |
| ---- | ----------------- | ------------------------------------------ | --------- | ------ |
| 2020 | Ícone Fashion     | Manu Gavassi                               | Venceu    | [ 31 ] |
| 2020 | Influencer do Ano | Manu Gavassi                               | Venceu    | [ 31 ] |
| 2020 | Cantora Nacional  | Manu Gavassi                               | Indicada  | [ 31 ] |
| 2020 | Live do Ano       | Vinho no Tapete                            | Venceu    | [ 31 ] |
| 2020 | Feat do Ano       | Manu Gavassi e Gloria Groove               | Venceu    | [ 31 ] |
| 2020 | Fandom do Ano     | Gavassiers                                 | Venceu    | [ 31 ] |
| 2020 | Amizade do Ano    | Bruvassi (Bruna Marquezine e Manu Gavassi) | Indicada  | [ 31 ] |
| 2020 | Amizade do Ano    | Ginu (Gizelly Bicalho e Manu Gavassi)      | Venceu    | [ 31 ] |
| 2020 | Amizade do Ano    | Ranu (Manu Gavassi e Rafa Kalimann)        | Indicada  | [ 31 ] |
| 2021 | Casal do Ano      | Manu Gavassi e Jullio Reis                 | Indicada  | [ 32 ] |
| 2021 | Melhor Fandom     | Gavassiers                                 | Indicada  | [ 32 ] |

## Rádio Music Awards Brasil
O Rádio Music Awards Brasil foi uma premiação brasileira feita anualmente entre 1997 à 2016. A condecoração era promovida pelo Centro de Integração Cultural e Empresarial de São Paulo (CICESP).
| Ano  | Categoria           | Indicação              | Resultado | Ref.   |
| ---- | ------------------- | ---------------------- | --------- | ------ |
| 2010 | Revelação           | Manu Gavassi           | Venceu    | [ 33 ] |
| 2010 | Melhor Álbum        | Manu Gavassi           | Indicada  | [ 33 ] |
| 2010 | Melhor Música Teen  | Garoto Errado          | Venceu    | [ 33 ] |
| 2010 | Melhor Videoclipe   | Garoto Errado          | Indicada  | [ 33 ] |
| 2011 | Melhor Cantora      | Manu Gavassi           | Indicada  | [ 34 ] |
| 2011 | Melhor Música Teen  | Planos Impossíveis     | Venceu    | [ 34 ] |
| 2011 | Melhor Videoclipe   | Planos Impossíveis     | Indicada  | [ 34 ] |
| 2012 | Melhor Música Teen  | Odeio                  | Indicada  | [ 35 ] |
| 2013 | Melhor Cantora      | Manu Gavassi           | Indicada  | [ 36 ] |
| 2014 | Melhor Música Teen  | "Não" (com Chay Suede) | Indicada  | [ 37 ] |
| 2015 | Melhor Artista Teen | Manu Gavassi           | Venceu    | [ 38 ] |
| 2015 | Melhor Música Teen  | Camiseta               | Indicada  | [ 38 ] |
| 2016 | Melhor Artista Teen | Manu Gavassi           | Indicada  | [ 39 ] |
| 2016 | Melhor Música Teen  | Vício                  | Venceu    | [ 39 ] |

## SEC Awards
O SEC Awards, portal parceiro editoral da MTV Brasil, Séries em Cena, é uma premiação sobre séries de TV, cinema e entretenimento.
| Ano  | Categoria                           | Indicação                        | Resultado | Ref.   |
| ---- | ----------------------------------- | -------------------------------- | --------- | ------ |
| 2020 | Melhor Participante de Reality Show | Big Brother Brasil 20            | Indicada  | [ 40 ] |
| 2021 | Artista Nacional Feminina do Ano    | Manu Gavassi                     | Venceu    | [ 41 ] |
| 2021 | Melhor Clipe Nacional do Ano        | Deve Ser Horrível Dormir Sem Mim | Venceu    | [ 41 ] |
| 2021 | Música Nacional do Ano              | Deve Ser Horrível Dormir Sem Mim | Venceu    | [ 41 ] |
| 2022 | Artista Nacional Feminina do Ano    | Manu Gavassi                     | Indicada  | [ 42 ] |
| 2022 | Álbum/EP do Ano                     | GRACINHA                         | Indicada  | [ 42 ] |

## Splash Awards
O Splash Awards é uma premiação criada pela UOL, para celebrar as melhores coisas e personalidades de 2020 na cultura pop, na internet e na televisão.
| Ano  | Categoria                           | Indicação                        | Resultado | Ref.   |
| ---- | ----------------------------------- | -------------------------------- | --------- | ------ |
| 2020 | Melhor Clipe Nacional               | Deve Ser Horrível Dormir Sem Mim | Venceu    | [ 43 ] |
| 2020 | Melhor Participante de Reality Show | Manu Gavassi                     | Indicada  | [ 44 ] |

## Troféu Internet
O Troféu Internet é um prêmio anual que destaca os melhores da televisão e música brasileira. A premiação acontece durante o Troféu Imprensa, realizado pelo SBT.
| Ano  | Categoria      | Indicação    | Resultado | Ref.   |
| ---- | -------------- | ------------ | --------- | ------ |
| 2013 | Melhor Cantora | Manu Gavassi | Indicada  | [ 45 ] |
| 2014 | Melhor Cantora | Manu Gavassi | Indicada  | [ 46 ] |
| 2015 | Melhor Cantora | Manu Gavassi | Indicada  | [ 47 ] |
| 2021 | Melhor Cantora | Manu Gavassi | Indicada  | [ 48 ] |

## WME Awards
O WME Awards é uma premiação anual de música brasileira dedicada a empoderar mulheres. Criada em 2017, a premiação é transmitida e organizada pela TNT.
| Ano  | Categoria                | Indicação                        | Resultado | Ref.   |
| ---- | ------------------------ | -------------------------------- | --------- | ------ |
| 2020 | Melhor Música Mainstream | Deve Ser Horrível Dormir Sem Mim | Indicada  | [ 49 ] |
| 2020 | Melhor Videoclipe        | Deve Ser Horrível Dormir Sem Mim | Venceu    | [ 49 ] |
| 2022 | Melhor Álbum             | GRACINHA                         | Venceu    | [ 50 ] |
| 2022 | Diretora de Videoclipe   | Manu Gavassi                     | Indicada  | [ 50 ] |

## Reconhecimentos
- 2020: Alcançou a 4° posição e se tornou a artista brasileira com maior pico na Social 50 Chart da Billboard, um ranking mundial que analisa o engajamento dos artistas musicais nas redes sociais.[51]
- 2020: Atingiu a 30° posição no Emerging Artists, lista que demonstra o andamento dos artistas musicais nas paradas da Billboard, indicando quem está em ascensão no momento.[52]
- 2020: Foi a cantora mais comentada no Twitter Brasil em 2020.[53]
- 2020: Foi a celebridade feminina mais procurada no Google Brasil em 2020.[54]
- 2020: Foi colocada pela revista Forbes Brasil na lista "Forbes Under 30" como uma das figuras, com menos de 30 anos, que mais se destacou no ano de 2020.[55]
- 2020: Foi a 2º artista brasileira, 3º artista latina e 8º artista mundial mais premiada no ano.
- 2021: Ficou na 3° posição no "Top Voice Celebrity" lista de melhores desempenhos da Paris Fashion Week, de acordo com o LaunchMetrics.[56]

- 2021: Ficou na 3° posição entre as artistas femininas brasileiras mais premiadas em 2021.

- 2021: Foi finalista pelo Festival comKids - Prix Jeunesse Iberoamericano 2021 com Garota Errada, na lista das 85 melhores produções da América Latina e Península Ibérica.